# Chelidura
Kikutniczka, kusokrywka (Chelidura) – rodzaj skorków z rodziny skorkowatych i podrodziny Anechurinae.
Owady z tego rodzaju charakteryzują się krępym, nieco spłaszczonym ciałem, dużym i szerokim jak na skorki. Głowę mają zaopatrzoną w zbudowane z około 13 członów czułki oraz przeciętnie małe, ale wyłupiaste oczy. Zarys przedplecza ma kształt poprzecznego prostokąta. Pod szczątkowymi, stykającymi się na krótkim odcinku środkowym krawędzi wewnętrznych pokrywami (tegminami) brak jest zupełnie tylnej pary skrzydeł. Odnóża są stosunkowo krótkie. Odwłok rozszerza się od nasady ku wierzchołkowi, w którego okolicy osiąga swą największą szerokość. Ostatni z jego tergitów jest bardzo szeroki i krótki. Mniejsze lub większe pygidium bywa niekiedy ukryte i z góry niewidoczne. Zwykle pygidium samicy jest trapezowate, a samca prostokątne. Przysadki odwłokowe (szczypce) są u samicy prawie proste, a u samca grube, szeroko rozstawione i łukowato wygięte.
Przedstawiciele rodzaju zasiedlają krainę palearktyczną. W Europie stwierdzono 14 gatunków. Z Polski wykazano tylko kikutniczkę pospolitą, ale Chelidura transsilvanica może występować na południowym wschodzie tego kraju.
Takson ten wprowadził w 1825 roku Pierre-André Latreille. Dotychczas opisano 19 należących doń gatunków:
- Chelidura acanthopygia (Géné, 1832) – kikutniczka pospolita
- Chelidura apfelbecki Werner, 1907
- Chelidura aptera (Megerle, 1825)
- Chelidura bolivari Dubrony, 1878
- Chelidura carpathica Steinmann & Kis, 1990
- Chelidura chelmosensis (Maran, 1965)
- Chelidura euxina (Semenov, 1907)
- Chelidura mutica Krauss, 1886
- Chelidura nuristanica Steinmann, 1977
- Chelidura occidentalis de Fernandes, 1973
- Chelidura przewalskii (Semenov, 1908)
- Chelidura pyrenaica (Bonelli, 1832)
- Chelidura redux (Semenov, 1908)
- Chelidura russica Steinmann, 1977
- Chelidura semenovi Bey-Bienko, 1934
- Chelidura specifica Steinmann, 1989
- Chelidura thoracica Fischer von Waldheim, 1846
- Chelidura tibetana (Semenov Tian-Shansky & Bey-Bienko, 1935)
- Chelidura transsilvanica Ebner, 1932